# Time travel
Time travel —en español: Viaje del tiempo— es el tercer álbum de estudio del grupo estadounidense Never Shout Never. Fue lanzado el 20 de septiembre de 2011. El primer sencillo del álbum, «Time Travel», fue lanzado el 22 de julio de 2011, mientras que el segundo, «Simplistic Trance - Like Getaway», fue publicado el 29 de agosto del mismo año.

## Lista de canciones
Todas las canciones escritas y compuestas por Christofer Drew, excepto «Silver Ecstasy», escrita por Drew y Caleb Denison. 
| Edición estándar |                                  |          |  |
| N.º              | Título                           | Duración |  |
| 1.               | «Time Travel»                    | 5:37     |  |
| 2.               | «Awful»                          | 3:29     |  |
| 3.               | «Silver Ecstasy»                 | 3:19     |  |
| 4.               | «Simplistic Trance-Like Getaway» | 3:16     |  |
| 5.               | «Robot»                          | 4:43     |  |
| 6.               | «Until I Die Alone»              | 4:12     |  |
| 7.               | «Complex Heart»                  | 4:16     |  |
| 8.               | «Lost at Sea»                    | 2:57     |  |

| Pistas adicionales en iTunes |                                                 |          |  |
| N.º                          | Título                                          | Duración |  |
| 9.                           | «Time Travel» (versión acústica)                | 5:16     |  |
| 10.                          | «Silver Ecstasy» (versión acústica)             | 3:20     |  |
| 11.                          | «Time Travel» (remezclada por Andrew Goldstein) | 3:56     |  |